# Brezolles

Brezolles este o comună în departamentul Eure-et-Loir, Franța. În 1 ianuarie 2022 avea o populație de 1.796 de locuitori.